# Un amour oublié
Pour plus de détails, voir Fiche technique et Distribution.
Un amour oublié (This Can't Be Love) est un téléfilm américain réalisé par Anthony Harvey en 1994.

## Synopsis
les 2 anciens comédiens de cinéma des années 40 se sont fait des retrouvailles entre eux.

## Fiche technique
- Titre : Un amour oublié
- Titre original : This Can't Be Love
- Réalisateur : Anthony Harvey
- Producteurs : John Davis (producteur exécutif), John Philip Dayton (producteur exécutif), George Horie, Merrill H. Karpf (producteur exécutif), Duane Poole (coproducteur) et Tom Rowe
- Société de production : Davis Entertainment, Pacific Motion Pictures Corporation, World International Network et Hamdon Entertainment
- Scénario : Duane Poole
- Musique : Peter Matz
- Photographie : Larry Pizer
- Montage : Robert M. Reitano
- Direction artistique : Chris August
- Costumes : Martha Wynne Snetsinger et Noel Taylor
- Pays d’origine :  États-Unis
- Langue : anglais
- Genre : Comédie dramatique
- Format : Couleur - 35 mm - 1,33:1 - Son : Stéréo
- Durée : 95 minutes
- Date de diffusion :  États-Unis : 13 mars 1994

## Distribution
- Katharine Hepburn : Marion Bennett
- Anthony Quinn (VF : Michel Vocoret) : Michael Reyman
- Jason Bateman : Grant
- Jami Gertz : Sarah
- Maxine Miller : Wilma
- Michael Feinstein : Le joueur de piano
- Lynda Boyd : Latrice
- Morris Panych : M. Gordon
- Lori Triolo : Marvel
- David Lovgren : Waiter
- Bob Metcalfe : Manager
- Maria Herrera : Réceptionniste
- Gary Jones : Conducteur
- French Tickner : Directeur de musée
- Andrew Johnston : Officier